# ألبينيا
ألبينيا (بالإيطالية: Albinea)‏ هي بلدية في مقاطعة ريدجو إميليا في إقليم إميليا رومانيا الإيطالي.

## السكان
في سنة 1861 بلغ عدد السكان 3٬249 نسمة، وتطور العدد ليصل في سنة 2011 لـ 8٬755 نسمة.
يظهر هذا المخطط البياني تطور النمو السكاني لـ ألبينيا